# 凛 (遊助の曲)
「凛」（りん）は、2016年11月16日にソニー・ミュージックレコーズから発売された遊助の21枚目のシングル。

## 概要
前作「お前しかいねぇ 遊turing RED RICE(from湘南乃風)」から約11か月ぶりのシングルとなる。
表題曲「凛」のミュージックビデオは、木更津市の江川海岸で行われ、女優の佐々木萌詠が出演している。
デビュー以来初めて、オリコン11位以下となった。

## 販売形態
- 初回生産限定盤A
  - CD+DVD
- 初回生産限定盤B
  - CD+DVD
- 通常盤
  - CDのみ

## 収録曲

### 初回生産限定盤A
CD
1. 凛
作詞：遊助、作曲：木村有季
TBS系『トコトン掘り下げ隊!生き物にサンキュー!!』2016年10月クールテーマソング
2. 愛して 愛して
作詞：遊助、作曲：青葉紘季・佐々木望
3. KNIGHT
作詞： 遊助、作曲：N.O.B.B・遊助
4. 凛 -Instrumental-

DVD
1. 「凛」Music Video+Making

### 初回生産限定盤B
CD
1. 凛
2. 愛して 愛して
3. KNIGHT
4. 凛 -Instrumental-

DVD
1. ひまわり荘3
2. 「愛して 愛して」Music Video

### 通常盤
CD
1. 凛
2. 愛して 愛して
3. KNIGHT
4. 恵みの雲
作詞：遊助、作曲：根本優樹